# Anders Olofsson
Anders Olofsson, född 31 mars 1952 i Halmstad, död 21 januari 2008, var en svensk racerförare.

## Racingkarriär
Olofsson var en av Sveriges mest talangfulla tävlingsförare. Han vann bland annat en klasseger i det klassiska Le Mans 24-timmarsloppet i en McLaren F1 GTR 1997.
Han tog ett 30-tal pallplatser och segrar i bland annat Formel 3, både nationellt och internationellt. Han blev EM-tvåa i Formel 3 två gånger och vann SM två gånger. I slutet av 1980-talet och början av 1990-talet körde Anders Olofsson för det japanska Nissan-stallet i sportvagnar Grupp A och Grupp C, där han vann tre Japanska mästerskapstitlar. Dessutom hade han framgångar i standardvagnsracing med Volvo 240 Turbo. 
I slutet av 1970-talet stod han på gränsen till Formel 1 men tackade nej till att köra Frankrikes grand Prix för Brabham för att han skulle gifta sig just den helgen. På senare år arbetade han som stallchef. Anders Olofsson blev 55 år gammal.

## Placeringar
- 1977 Svensk mästare i F3, 2:a i Formel 3 EM, 3 segrar (Zandvoort, Osterreichring, Knutstorp).
- 1978 Svensk mästare i F3, 2:a i Formel 3 EM, 4 segrar (Nurburgring, Osterreichring, Knutstorp, Kassel-Calden)
- 1982 EM i Grupp A, Volvo 240 turbo, Team Sportpromotion
- 1983 EM i Grupp A, Volvo 240 turbo, Team Sportpromotion/Magnum Racing
- 1984 EM i Grupp A, Volvo 240 turbo, TL Racing
- 1985 EM i Grupp A, Volvo 240 turbo, Team Magnum Racing
- 1986 EM i Grupp A, Volvo 240 turbo, Ras sport
- 1989 Japanese Touring Car Champion med M.Hasemi
- 1990 All Japan Sports Prototype Championship med M.Hasemi
- 1991 Japanese Touring Car Champion med M.Hasemi. Vann Spa 24-timmars i en Nissan Skyline GTR med D.Brabham och N.Hattori.
- 1997 Segrare i Le Mans 24-timmarslopp, GT1-klassen, totaltvåa sammanlagt.